# Хайраниділь Кадин-ефенді
Хайраниділь Кадин-ефенді (тур. Hayranıdil Kadın Efendi; 2 листопада 1846, Карс — 26 листопада 1898 / 9 вересня 1898, Стамбул) — друга дружина (кадин-ефенді) османського султана Абдул-Азіза, мати двох його дітей. Після повалення та смерті чоловіка проживала у палаці Феріє, де й померла у віці близько п'ятдесяти років. Єдиний син Хайраниділь став останнім халіфом в історії Османської імперії.

## Біографія
Хайраниділь народилася 2 листопада 1846 року і була черкеського походження. Турецький історик Недждет Сакаоглу у своїй книзі Bu mülkün kadın sultanları також пише, що Хайраниділь припадала тіткою четвертій дружині Абдул-Азіза Несрін Кадин-ефенді. Харун Ачба у своїй книзі «Дружини султанів: 1839—1924» вказує місцем народження Хайраниділь місто Карс.
Достовірно невідомо, коли Хайраниділь потрапила до султанського гарему, проте, згідно з Ентоні Алдерсоном, вона стала дружиною султана Абдул-Азіза 21 вересня 1866 року. За Сакаоглу і Чагатаю Улучаю, Хайраниділь була другою дружиною султана. 26 лютого 1866 року, ще до того, як стати дружиною султана, вона народила свою старшу дитину — дочку Назіме-султан; ще через два роки, 27 червня  або 29  /30 травня 1868 року, з'явився на світ єдиний син Хайраниділь Абдулмеджід-ефенді. Лейла Саз, придворна поетеса і композитор, писала, що Хайраниділь була «надзвичайно красива і добра».
У ніч з 29 на 30 травня 1876 султан Абдул-Азіз був зміщений з трону власним племінником Мурадом V і наступного дня перевезений разом з сім'єю в палац Феріє. При цьому Хайраниділь, як й інших членів сім'ї Абдул-Азіза, обшукали та забрали всі цінності за наказом нового султана та його матері валіде Шевкефзи-султан. 4 червня чоловік Хайраниділь був знайдений мертвим за загадкових обставин: офіційно було оголошено, що повалений султан вчинив самогубство, перерізавши вени на зап'ястях, проте подальше розслідування в 1881 року показало, що чоловік Хайраниділь був убитий.
Правління Мурада V виявилося недовгим: 31 серпня 1876 року на трон у результаті чергового перевороту зійшов Абдул-Хамід II, який дозволив сім'ї Абдул-Азіза залишити своє ув'язнення. Однак і тоді Хайраниділь залишилася в палаці Феріє, де й померла 26 листопада 1895 року або 9 вересня 1898 року. Тіло другої дружини Абдул-Азіза було поховано в мавзолеї Махмуда II поряд із чоловіком.
Дочка Хайраниділь Назімі 20 квітня 1889 року вийшла заміж за Алі Халіда-пашу, сина османського військового та державного діяча Ібрагім Дервіша-паші; шлюб залишався бездітним. Син Хайраниділь Абдул-Меджид II 19 листопада 1922 став останнім халіфом Османської імперії і єдиним без титулу султана.